# Universo de von Neumann
Na matemática, particularmente na teoria de conjuntos de Zermelo-Fraenkel, o universo de von Neumann, hierarquia de von Neumann dos conjuntos, ou hierarquia cumulativa, abreviado V, é uma classe definida por recursão transfinita: a classe dos conjuntos hereditariamente bem fundados. V é o modelo mais aceito da teoria de conjuntos de Zermelo-Fraenkel, pelo qual pode ser entendido intuitivamente como a classe de todos os conjuntos.

## Definição deV
V é definida por recursão transfinita.
- O primeiro nível é o conjunto vazio:

{\displaystyle V_{0}:=\emptyset \!}.
- Para  um ordinal α, sendo {\displaystyle {\mathcal {P}}(x)} o conjunto das partes de  {\displaystyle x}:

{\displaystyle V_{\alpha +1}:={\mathcal {P}}(V_{\alpha })\!}
- Para um ordinal limite β:

{\displaystyle V_{\beta }:=\bigcup _{\alpha <\beta }V_{\alpha }\!}.
É importante ressaltar que existe uma fórmula {\displaystyle \phi (x,\alpha )} da linguagem da teoria de conjuntos de Zermelo-Fraenkel que representa "{\displaystyle x\in V_{\alpha }}".

Uma definição alternativa às três últimas, está dada pela fórmula:
- Para β um ordinal:

{\displaystyle V_{\beta }:=\bigcup _{\alpha <\beta }{\mathcal {P}}\left(V_{\alpha }\right)\!}.
- Finalmente, sendo V a união de todos os Vα:

{\displaystyle \mathbf {\mathsf {V}} :=\bigcup _{\alpha \in \mathbf {O} n}V_{\alpha }\!}.

O uso do símbolo de união na última linha constitui 
um abuso da linguagem, de modo que 
{\displaystyle x\in \mathbf {\mathsf {V}} } 
deve ser interpretado como "existe um ordinal 
{\displaystyle \alpha } 
tal que  
{\displaystyle x\in V_{\alpha }}".
Note-se que para cada ordinal α, Vα é um conjunto; porém V não é um conjunto.
A denominação hierarquia cumulativa é usada pois V está definida sobre os ordinais, de modo que:
{\displaystyle {\mbox{Se }}\alpha <\beta {\mbox{ então }}V_{\alpha }\in V_{\beta }{\mbox{  e  }}V_{\alpha }\subseteq V_{\beta }\!}

## Ve Zermelo-Fraenkel
Na presença dos demais axiomas de ZF, o enunciado {\displaystyle \forall x\left(x\in \mathbf {\mathsf {V}} \right)} é equivalente ao Axioma da Fundação. Dessa maneira, conjuntos mal fundados, como {\displaystyle x=\left\{x\right\}}. não pertencem a V e sua não existência pode ser provada em ZF. Além disso, todos os elementos de V são conjuntos, de modo que os denominados átomos, elementos primitivos ou Urelemente (elementos que não são conjuntos) não pertencem a V.

Se omitirmos o Axioma da Fundação de ZF, denominada ZF−, então V é um modelo interno. Como para a construção de V não é necessário o Axioma da Fundação, dessa maneira é demonstrada a consistência relativa do Axioma da Fundação com relação aos demais axiomas de ZF, se eles são consistentes. Ainda podemos acrescentar a ZF− axiomas contraditórios com o Axioma da Fundação, p.ex. o Axioma de anti-fundação de Aczel, mas então V não é mais um modelo dessa teoria.
Sendo {\displaystyle \omega } o conjunto dos números naturais e primeiro ordinal transfinito, {\displaystyle V_{\omega }} é a classe dos conjuntos hereditariamente finitos. {\displaystyle V_{\omega }} é um modelo de ZF menos o Axioma do infinito. Em {\displaystyle V_{\omega }} temos todos os números naturais, mas não {\displaystyle \omega }. Os conjuntos em {\displaystyle V_{\omega +\omega }} são suficientes para fazer a maior parte da teoria de números, análise matemática, etc., ou seja a "matemática habitual". {\displaystyle V_{\omega +\omega }} é um modelo da Teoria de conjuntos de Zermelo, denominada Z mas como a definição de {\displaystyle V_{\omega +\omega }} precisa do Axioma da substituição, esse método não pode ser usado para definir um modelo interno de Z.
Se {\displaystyle \kappa } é um cardinal inacessível, então {\displaystyle V_{\kappa }} é um modelo de ZF e, portanto, a existência de cardinais inacessíveis não pode ser provada em ZF, se ZF é consistente.